# Fay Hartog Levin
Fay Hartog Levin (1948) is een Amerikaans advocaat, adviseur en diplomaat. Ze was de 65ste Amerikaanse ambassadeur in Nederland.
Haar ouders Jo en Ada Hartog waren Nederlandse Joden. In 1942 vluchtte het gezin samen met een ander gezin naar Londen, waar ze geld van de koningin leenden om een visum voor de Dominicaanse Republiek te kopen. Vandaar gingen ze naar Suriname, waar Jo Hartog dienst nam in het Nederlandse leger. Na de oorlog gingen ze naar Nederland terug. In 1948 emigreerden zij naar de Verenigde Staten waar Fay Hartog dat jaar in de staat New York geboren werd. Ze studeerde Russische taal en literatuur aan de Northwestern-universiteit en rechten aan de Loyola University Chicago School of Law in Chicago.
Fay Hartog Levin werd advocate bij de firma Seyfarth, Shaw, Fairweather and Geraldson, en later manager van een adviesbureau. Ze was ook van 1997-2005 vicepresident van het Field Museum of Natural History in Chicago in welke periode ze kennis maakte met de latere president Barack Obama.
In 2009 volgde ze James Culbertson op als ambassadeur. Ze overhandigde haar geloofsbrieven op 19 augustus 2009 aan koningin Beatrix. Op 1 september 2011 heeft zij haar functie als ambassadeur neergelegd. Ze werd opgevolgd door Tim Broas.
Fay Hartog is de weduwe van Daniel Levin die op 11 januari 2025 is overleden. Ze woont in Winnetka en heeft twee dochters en elf kleinkinderen.